# Булчински воал
„Булчински воал“ (на испански: Velo de novia) е мексиканска теленовела, режисирана от Серхио Хименес, Серхио Катаньо и Гилберто Масин и продуцирана от Хуан Осорио за Телевиса през 2003 г. Теленовелата се състои от два сезона, първият е базиран на бразилската теленовела Булчинска воал, създадена от Жанет Клер, а вторият - на мексиканската радионовела Не вярвам на мъжете, създадена от Каридад Браво Адамс.
В първата част главните положителни роли са поверени на Сусана Гонсалес и Едуардо Сантамарина, а отрицателните на Ектор Суарес и Синтия Клитбо. Специално участие взема Марлене Фавела.
Във втората част главните положителни роли са поверени на Сусана Гонсалес и Едуардо Сантамарина, а отрицателните на Синтия Клитбо и Лилия Арагон.

## Сюжет
Хосе Мануел Дел Аламо е годеник на Ракела. Той е честен и почтен човек, който не подозира злото, което цари в душата на приятелката му. От детството им, техните семейства приемат за даденост, че ще оженят децата си, но докато датата на сватбата все повече приближава, Хосе Мануел осъзнава, че обича Анхелес, а не Ракела. Когато Хосе Мануел разтрогва годежа, Ракела е обзета ярост и гняв, и причинява инцидент, в който Анхелес губи живота си.
Но сърцето ѝ ще продължи да бие в тялото на Андреа, щастлива и любезна млада жена, която работи като шивачка и чиято мечта е да стане известен моден дизайнер. Андреа живее в студентска къща, собственост на баба ѝ, доня Антония, и работи във фабриката за дрехи на семейство Виясеньор. В продължение на години Андреа страда от сърдечна недостатъчност, която може да сложи край на живота ѝ по всяко време. Но благородството на Анхелес, дарявайки ѝ сърцето си, ще даде на Андреа нова надежда за живот.
Съдбата предлага на Хосе Мануел нова възможност да обича, срещайки го с Андреа, но пътят му ще бъде труден, защото не само Ракела ще застане между тях, но и Рикарда, майка му, която е студена и арогантна жена, обсебена от собствената си красота. Рикарда крие тъмна тайна, която може да унищожи брака ѝ, а тази тайна е свързана със семейството на Андреа. Рикарда ще прибегне до интриги и дори ще стигне до изнудване, за да раздели Хосе Мануел и Андреа, като по този начин ще запази тайната си, скрита под булчинския воал.

## Актьори
Част от актьорския състав:
Първа част
- Сусана Гонсалес – Андреа Пас Гонсалес
- Едуардо Сантамарина – Хосе Мария Дел Аламо Санчес
- Синтия Клитбо – Ракела Виясеньор Дел Морал
- Ектор Суарес – Асаел Виясеньор
- Марлене Фавела – Анхелес Виясеньор Дел Морал
- Бланка Гера – Рикарда Санчес де Дел Аламо
- Хулиса – Лия Дел Морал де Виясеньор
- Пакита ва дер Барио – Антония Гонсалес
- Раймундо Капетийо – Филемон Пас
- Кармен Салинас – Малвина Гонсалес
- Хорхе Поса – Рафаел Соса / Ернесто Соса
- Роберто Вандер – Херман Дел Алмо
- Елисабет Алварес – Дулсе Мария Саласар
- Рикардо Маргалев – Адан

Втора част
- Сусана Гонсалес – Андреа Пас Гонсалес
- Едуардо Сантамарина – Хорхе Роберто
- Синтия Клитбо – Ракела Виясеньор Дел Морал
- Кармен Салинас – Малевина Гонсалес
- Лилия Арагон – Енрикета Валверде вдовица де Дел Морал
- Умберто Елисондо – Педро Роблето
- Иманол Ландета – Алексис Роблето
- Ирма Дорантес – Исабел
- Силвия Марискал – Летисия де Роблето
- Моника Досети – Франсиска Риверо
- Клаудия Силва – Вирхиния Мирабал
- Мигел Писаро – Рейналдо Портийо
- Аитор Итуриос – Маркос Руис
- Лорена Веласкес – Адела
- Ампаро Гаридо – Кандида
- Мария Клара Сурита – Урсула
- Хуан Карлос Бонет – Арсенио Лопес
- Кета Лават – Сокоро
- Уго Масиас Макотела – Филиберто Кастел
- Серхио Хименес – Съдия Естевес

## Премиера
Премиерата на Булчински воал е на 30 юни 2003 г. по Canal de las Estrellas. Последният 135. епизод е излъчен на 2 януари 2004 г.

## Награди и номинации
Награди ACE (Аржентина)
- Най-добра телевизионна актриса: Сусана Гонсалес

Награди TVyNovelas 2004
| Категория                            | Личност                                        | Резултат   |
| ------------------------------------ | ---------------------------------------------- | ---------- |
| Най-добра актриса в главна роля      | Сусана Гонсалес                                | Номинирана |
| Най-добра актриса в отрицателна роля | Синтия Клитбо                                  | Номинирана |
| Най-добър актьор в отрицателна роля  | Ектор Суарес                                   | Номиниран  |
| Най-добра музикална тема             | "De corazón a corazón", в изпълнение на Дарина | Номинирана |

## Версии
- Първата част е базирана на бразилската теленовела Булчински воал, създадена от Жанет Клер през 1969 г. за TV Globo, а през 1971 г. Каридад Браво Адамс създава адаптация върху същата история за Телевиса.
- Втората част е базирана на радионовелата Не вярвам на мъжете, създадена от Каридад Браво Адамс.